# Anthony Harvey
Anthony Harvey (London, 1930. június 3. – Water Mill, New York, 2017. november 23.) brit filmrendező, vágó.
Az oroszlán télen című film rendezéséért Oscar-díjra jelölték.

## Filmjei
Vágó
- On Such a Night (1956, rövidfilm)
- Private's Progress (1956)
- Brothers in Law (1957)
- Happy Is the Bride (1958)
- Tread Softly Stranger (1958)
- Diplomácia, óh! (Carlton-Browne of the F.O.) (1959)
- I'm All Right Jack (1959)
- The Angry Silence (1960)
- The Millionairess (1960)
- Lolita (1962)
- Kiadó szoba (The L-Shaped Room) (1962)
- Dr. Strangelove, avagy rájöttem, hogy nem kell félni a bombától, meg is lehet szeretni (Dr. Strangelove or: How I Learned to Stop Worrying and Love the Bomb) (1964)
- A kém, aki a hidegből jött (The Spy Who Came in from the Cold) (1965)
- Suttogók (The Whisperers) (1967)

Vágó és rendező
- Dutchman (1966)

Rendező
- Az oroszlán télen (The Lion in Winter) (1968)
- They Might Be Giants (1971)
- The Glass Menagerie (1973, tv-film)
- The Abdication (1974)
- The Disappearance of Aimee (1976, tv-film)
- Játékosok (Players) (1979)
- Sasszárny (Eagle's Wing) (1979)
- Richard's Things (1980)
- The Patricia Neal Story (1981, tv-film)
- Állatfogó kommandó (Svengali) (1983, tv-film)
- A végső megoldás (Grace Quigley) (1984)
- Ez nem lehet szerelem (This Can't Be Love) (1994, tv-film)